# Dijazurga
Dijazurga (en georgiano: დიხაზურგა) o Abaakit (en abjasio: Абаақыҭ, romanizado: Abaakyt) es un pueblo que pertenece a la parcialmente reconocida República de Abjasia, dentro del distrito de Gali, aunque de iure es parte del municipio de Gali de la República Autónoma de Abjasia de Georgia.

## Geografía
Dijazurga está situada 13 km al este de Gali. Limita mediante el embalse de Gali con Pirveli Gali, Rechji y Gumurishi (distrito de Tkvarcheli) en el norte; Majunyia en el oeste; en el este está Saberio, y el pueblo de Chuburjinyi en el sur. Al otro lado del río Inguri se encuentran los pueblos de Ruji y Tkaia, ambos en la región de Mingrelia-Alta Esvanetia de Georgia.
Las aldeas de Jole, Otsartse y Zeni están bajo la administración del pueblo.

## Historia
Dijazurga fue en el pasado parte de la región histórica georgiana de Mingrelia y desde el siglo XVII de Samurzakán. Después del establecimiento de la Unión Soviética, la aldea formó parte de la RASS de Abjasia dentro del distrito de Gali. En este periodo casi toda la población era de nacionalidad georgiana.
Durante la guerra de Abjasia en 1992-1993, la aldea estuvo controlada por las tropas del gobierno georgiano y, después de los combates, la población quedó bajo el dominio separatista de Abjasia.
Según los acuerdos de Moscú de 1994 sobre el alto el fuego y la división de las partes beligerantes, el distrito de Gali se integró en la zona de amortiguamiento, donde la seguridad de las fuerzas de paz de la CEI se ocupaba de la seguridad dentro de la misión UNOMIG. Las fuerzas de paz abandonaron Abjasia después de que Rusia reconociera su independencia en 2008.
Desde 2008, tropas abjasias y rusas se encargan de la seguridad y la frontera con Georgia, lo que ha llevado a varios incidentes. El presidente del distrito de Gali, Beslan Arshba, confirmó que se quemaron cinco casas en Dijazurga después de que tres guardias fronterizos abjasios fueran víctimas de un ataque. Los perpetradores eran familiares y amigos de los tres guardias fronterizos y del alcalde de Repo-Eceri, quienes acudieron a vengar sus muertes. Otros problemas en la aldea incluyeron secuestros en 2013, de los cuales fueron responsables miembros abjasios, rusos y georgianos de una organizada liderada por Mamuk Chkadva. La banda cometía secuestros en los lados abjasio y georgiano del río Inguri.

## Demografía
La evolución demográfica de Dijazurga entre 1989 y 2011 fue la siguiente:
| 616                                                 | 972 |
| (Fuente: Population of Abkhazia since Soviet times) |     |

La población ha aumentado tras la guerra de Abjasia pero su composición no ha variado, siendo inmensamente mayoritarios los georgianos étnicos.
|              | 2011      | 2011       |
| Grupo étnico | Población | Porcentaje |
| ------------ | --------- | ---------- |
| Georgianos   | 962       | 99%        |
| Abjasios     | 1         | 0,1%       |
| Rusos        | 3         | 0,3%       |
| Armenios     | 2         | 0,2%       |
| Total        | 972       | 100%       |